# Ótomo Keisi
Ótomo Keisi (大友啓史; Hepburn: Ōtomo Keishi; 1966. május 6.–) japán filmrendező és forgatókönyvíró. Legismertebb munkái közé tartozik a Ruróni Kensin-filmsorozat, valamint olyan filmek, mint a March Comes In like a Lion vagy a Museum.

## Élete és pályafutása
A Keió Egyetem jogi karán végzett, majd az NHK állami televízióhoz került 1990-ben, ahol a drámagyártási részlegen dolgozott. Itt kapott lehetőséget arra, hogy céges szponzoráció keretében 1997-ben az Egyesült Államokba utazhasson tanulni. Két évet töltött Hollywoodban, miközben a Dél-kaliforniai Egyetemen tanult, rendezést és forgatókönyvírást. Visszatérve televíziós sorozatokat rendezett, melyekkel számos díjat nyert Japánban és külföldön is. 2011-ben hagyta ott az NHk-t és alapította meg saját produkciós cégét.

## Filmográfia

### Filmek
- Ruróni Kensin-filmsorozat (forgatókönyvíró is)
  -  Ruróni Kensin: A kezdetek, 2012
  - Ruróni Kensin: Pokol Kiotóban, 2014
  - Ruróni Kensin: A legenda vége, 2014
  - Ruróni Kensin: A vég, 2021
  - Ruróni Kensin: A kezdet, 2021
- The Legend and Butterfly (2023)
- Eiri (影裏), 2020
- Oku otoko (億男), 2018 (forgatókönyvíró is)
- March Comes In like a Lion/March Comes In Like a Lamb, 2017 (forgatókönyvíró is)
- Museum, 2016
- Himicu The Top Secret (秘密 THE TOP SECRET), 2016 (forgatókönyvíró is)
- Platinum Data (プラチナデータ), 2013
- The Vulture (ハゲタカ), 2009

### Televíziós sorozatok
- Rjómaden  (龍馬伝, NHK, 2010)
- Hagetaka: Road to Rebirth (ハゲタカ, NHK, 2007)
- Csuraszan (ちゅらさん, NHK, 2001)